# Oclusiva uvular epiglotal sorda
La oclusiva uvular-epiglotal sorda es un tipo de sonido consonántico utilizado en algunos idiomas hablados . Es una [ q ] y [ ʡ ] pronunciadas simultáneamente. El símbolo en el Alfabeto Fonético Internacional que representa este sonido es ⟨q͡ʡ⟩.

## Características
- Su modo de articulación es oclusivo , lo que significa que se produce al obstruir el flujo de aire en el tracto vocal. Dado que la consonante también es oral, sin salida nasal , el flujo de aire se bloquea por completo y la consonante es oclusiva.
- Su punto de articulación es uvular-epiglotal , lo que significa que se articula simultáneamente con la parte posterior de la lengua (el dorso) contra la úvula y la epiglotis . El cierre laríngeo se realiza y libera un poco antes que el cierre dorsal, pero se superponen durante la mayor parte de su duración.
- Su fonación es sorda, lo que significa que se produce sin vibraciones de las cuerdas vocales.
- Es una consonante oral , lo que significa que el aire solo puede escapar por la boca.
- Es una consonante central , lo que significa que se produce al dirigir la corriente de aire a lo largo del centro de la lengua, en lugar de hacia los lados.
- El mecanismo de la corriente de aire es pulmonar , lo que significa que se articula empujando el aire únicamente con los pulmones y el diafragma , como en la mayoría de los sonidos.

## Ocurre en
| Idioma | Palabra | AFI      | Significado   | Notas          |
| ------ | ------- | -------- | ------------- | -------------- |
| Somalí | qiiq    | [q͡ʡíìq͡ʡ] | 'emitir humo' | Alofono de [q] |